# Энгер, Пауль
Па́уль Э́нгер (норв. Paul Enger) — норвежский кёрлингист и тренер по кёрлингу.
В составе мужской сборной Норвегии участник чемпионата мира 1986 (заняли шестое место).

## Команды
| Сезон   | Четвёртый         | Третий            | Второй              | Первый     | Запасной                       | Турниры           |
| ------- | ----------------- | ----------------- | ------------------- | ---------- | ------------------------------ | ----------------- |
| 1985—86 | Тормод Андреассен | Флемминг Давангер | Стиг-Арне Гуннестад | Челль Берг | Пауль Энгер тренер: Nils Myhre | ЧМ 1986 (6 место) |

(скипы выделены полужирным шрифтом)

## Результаты как тренера национальных сборных
| Год  | Турнир                                        | Сборная                | Место |
| ---- | --------------------------------------------- | ---------------------- | ----- |
| 2007 | Чемпионат мира по кёрлингу среди юниоров 2007 | Норвегия (юниоры муж.) | 7     |
| 2008 | Чемпионат мира по кёрлингу среди юниоров 2008 | Норвегия (юниоры муж.) | 4     |